# 楠蒂卢瓦
楠蒂卢瓦（法語：Nantillois，法語發音：[nɑ̃tilwa]）是法国默兹省的一个市镇，属于凡尔登区。该市镇总面积7.66平方公里，2009年时的人口为65人。

## 人口
楠蒂卢瓦人口变化图示